# Copera guttifera
Copera guttifera is een juffer uit de familie van de breedscheenjuffers (Platycnemididae).
De soort staat op de Rode Lijst van de IUCN als niet bedreigd, beoordelingsjaar 2008.
De wetenschappelijke naam van de soort werd in 1950 als Platycnemis guttifera gepubliceerd door Frederick Charles Fraser.